# Bohartillidae
Bohartillidae es una familia de insectos en Strepsiptera.

## Taxonomía
La familia incluye las siguientes especies descriptas:
- Género Bohartilla Kinzelbach, 1969
  - Bohartilla kinzelbachi Kathirithamby & Grimaldi,1993 †
  - Bohartilla megalognatha Kinzelbach, 1969